# Včelákov
Včelákov (en allemand : Tschelakow) est une commune du district de Chrudim, dans la région de Pardubice, en République tchèque. Sa population s'élevait à 554 habitants en 2022.

## Géographie
Včelákov se trouve à 7 km au sud-sud-est du centre de Hlinsko, à 17 km au sud-sud-est de Chrudim, à 26 km au sud-sud-est de Pardubice et à 108 km à l'est de Prague.
La commune est limitée par Miřetice au nord, par Tisovec au nord-est, par Holetín au sud-est, par Hlinsko au sud, et par Vysočina à l'ouest.

## Histoire
La première mention écrite de la localité date de 1349.

## Administration
La commune se compose de sept sections :
- Včelákov
- Bystřice
- Dolní Babákov
- Hůrka
- Příkrakov
- Střítež
- Vyhnánov

## Galerie

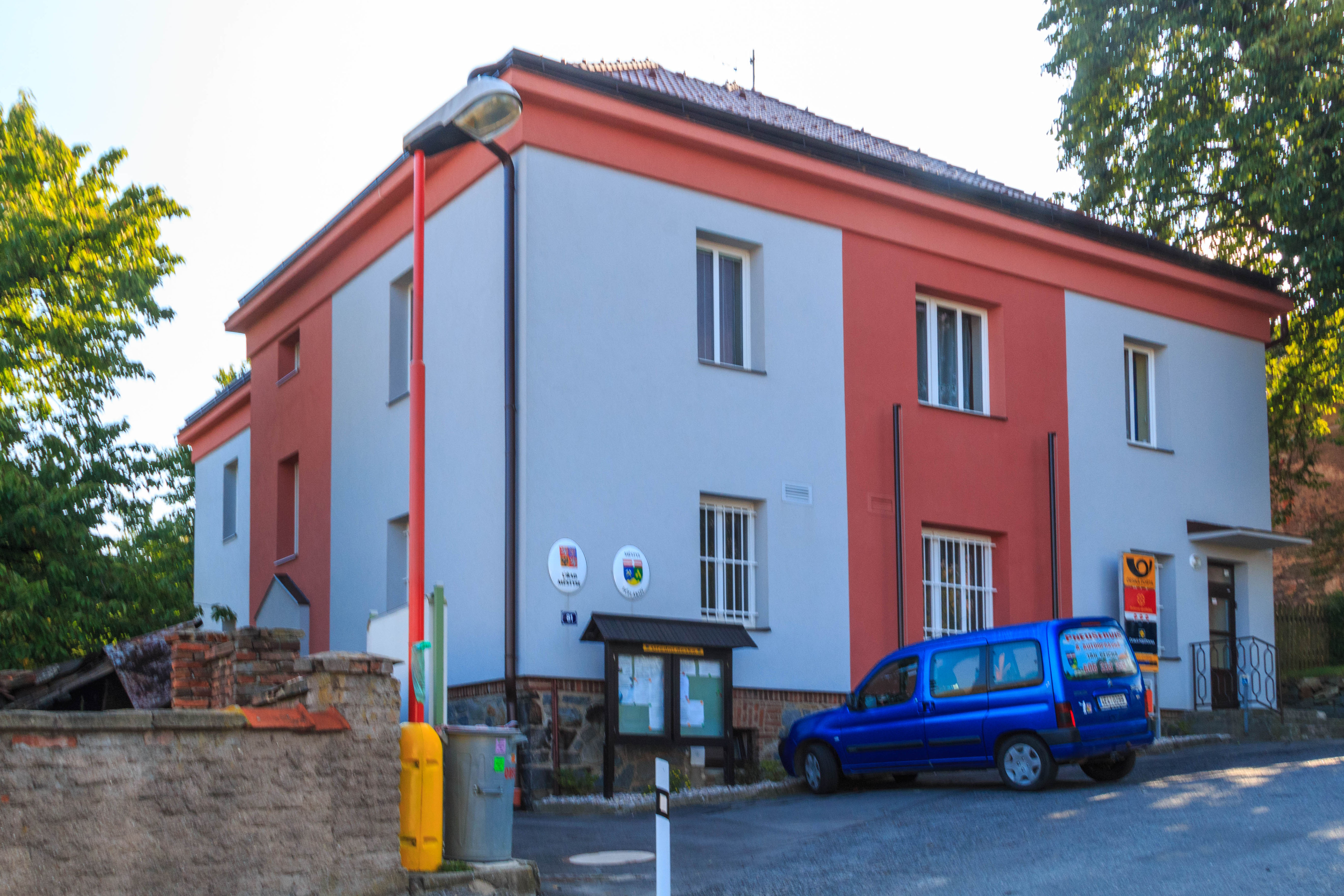
Včelákov : la mairie.
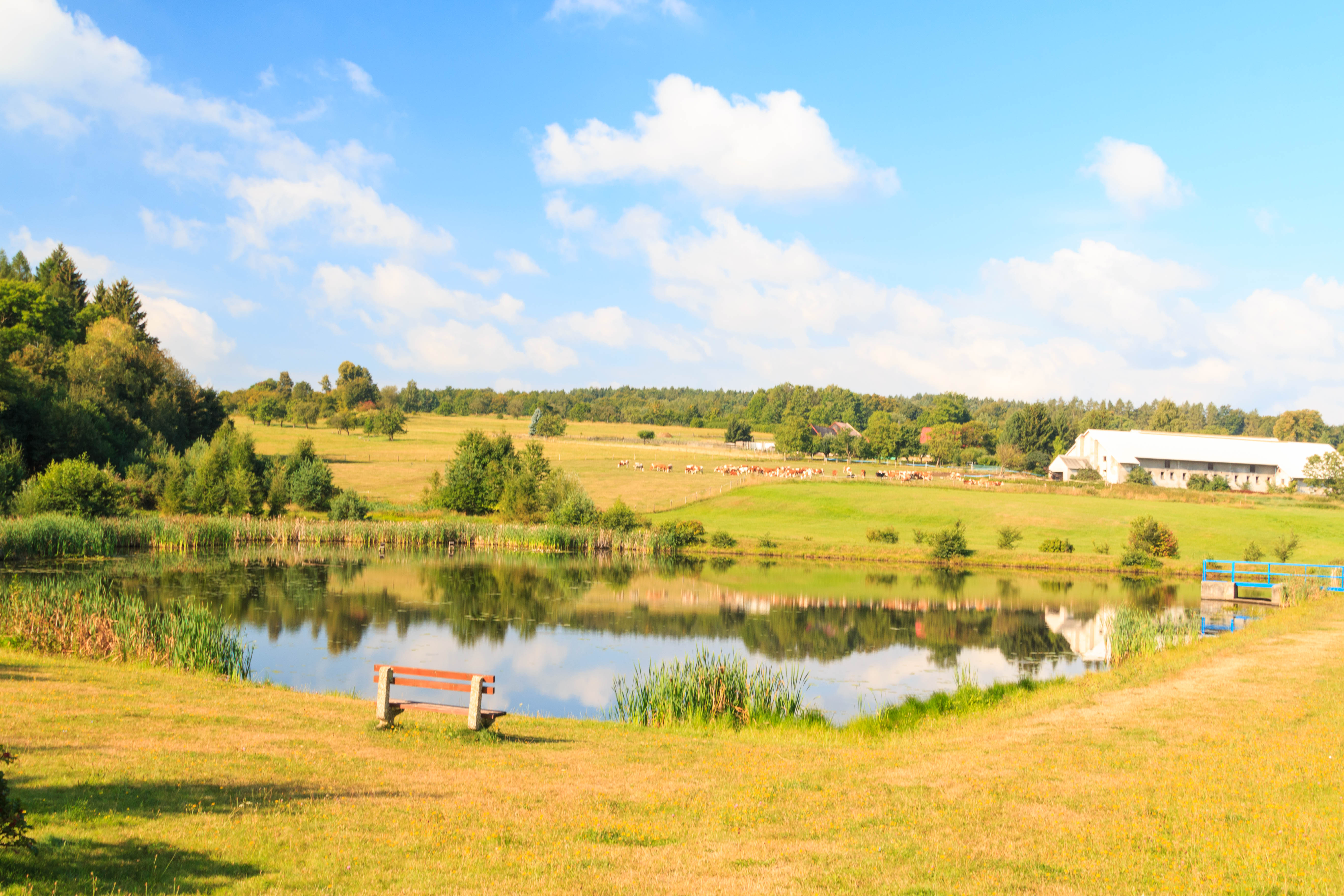
Étang à Včelákov.

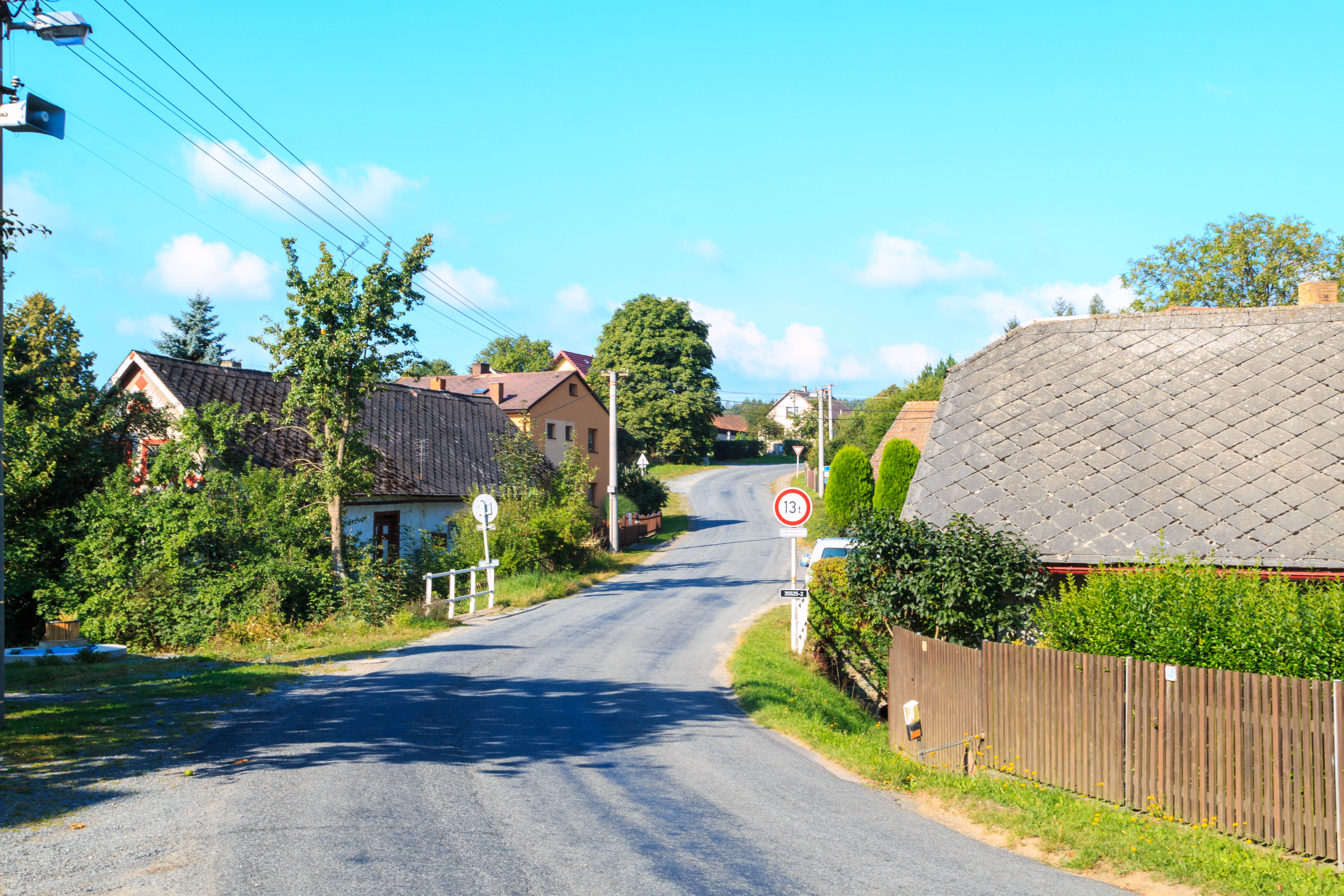
Rue à Včelákov.
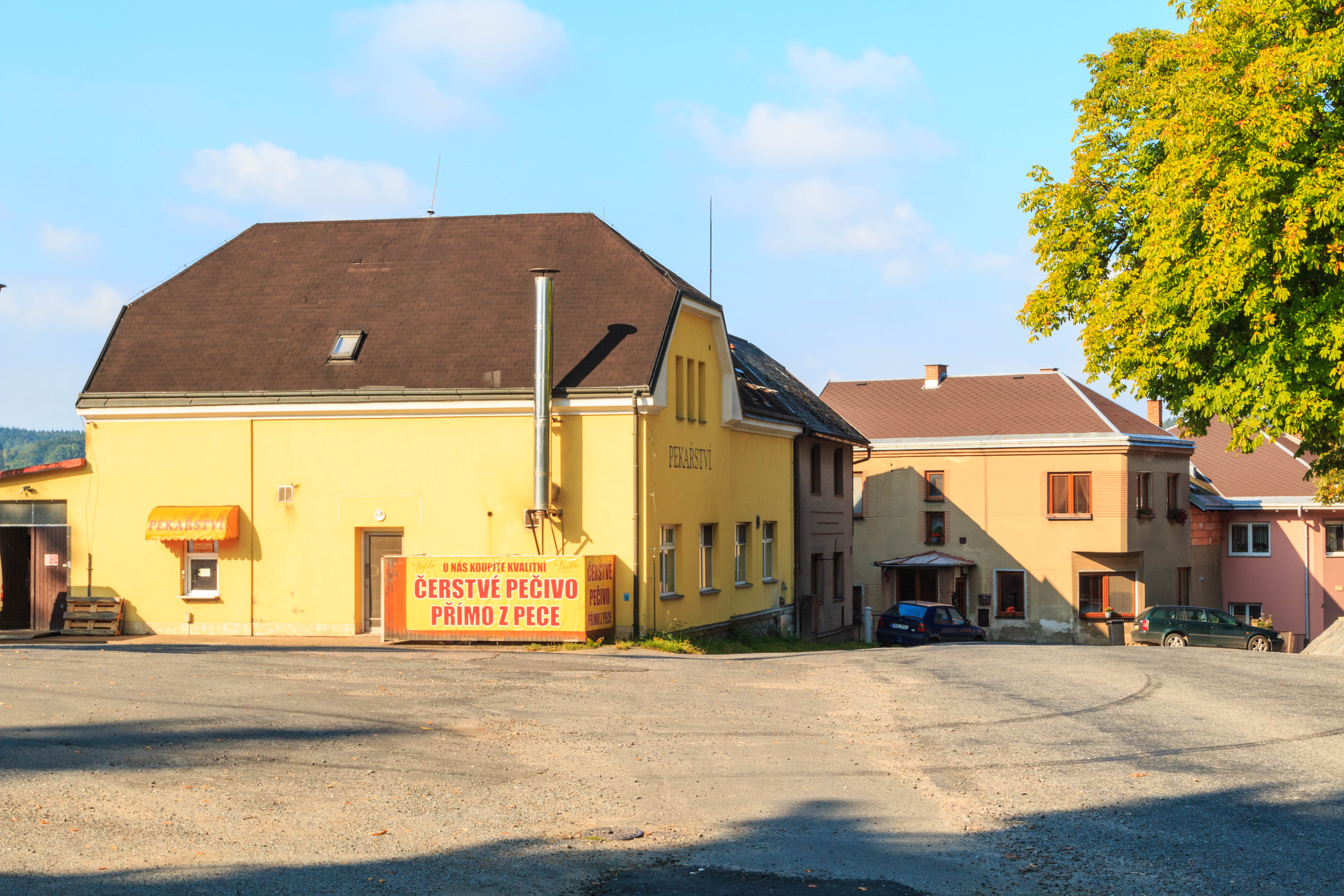
Boulangerie à Včelákov.

## Transports
Par la route, Včelákov se trouve à 8 km de Hlinsko, à 21 km de Chrudim, à 31 km de Pardubice et à 141 km de Prague. 